# Parc national de Kui Buri

Le parc national de Kui Buri (thaï : อุทยานแห่งชาติกุยบุรี) est un parc national de Thaïlande situé dans les collines Tenasserim, dans la province de Prachuap Khiri Khan. Il a été créé en 1999 et sa superficie est de 969 km2.
Le complexe des forêts de Kaeng Krachan qui inclut le parc national de Kaeng Krachan, le parc national de Kui Buri, le parc national de Chaloem Phrakiat Thai Prachan et le sanctuaire de faune de Mae Nam Phachi est inscrit sur la liste du patrimoine mondial de l'UNESCO le 26 juillet 2021,.

## Géographie
Le parc national de Kui Buri s'étend sur 4 amphoes de la province de Prachuap Khiri Khan, à savoir amphoe Pran Buri (en), Amphoe Sam Roi Yot (en), amphoe Kui Buri (en) et amphoe Mueang (en).
Le parc national de Kuiburi est constitué d'une chaîne de montagnes et de vastes bassins versants à l'ouest de la frontière entre la Thaïlande et la Birmanie.

## Climat
Le climat est sous l'influence des vents de la mousson du Nord-Est et Sud-Ouest.
Il y a les trois saisons communes en Thaïlande :
- la saison des pluies commence mi-mai et se termine en novembre : le vent de la mousson venant du Sud-Ouest, chaud et très humide après son passage au-dessus de la mer d'Andaman apporte beaucoup de pluie ; le mois de mai et les mois d'août à novembre sont très pluvieux.
- la saison froide commence en décembre et se termine à la mi-février : le vent change et vient du Nord-Est, apportant de l'air frais de la Chine continentale ;
- et la saison sèche et chaude commence mi-février et se termine à la mi-mai.

La température moyenne est comprise entre 25,3 et 29,3° Celsius.

## Flore

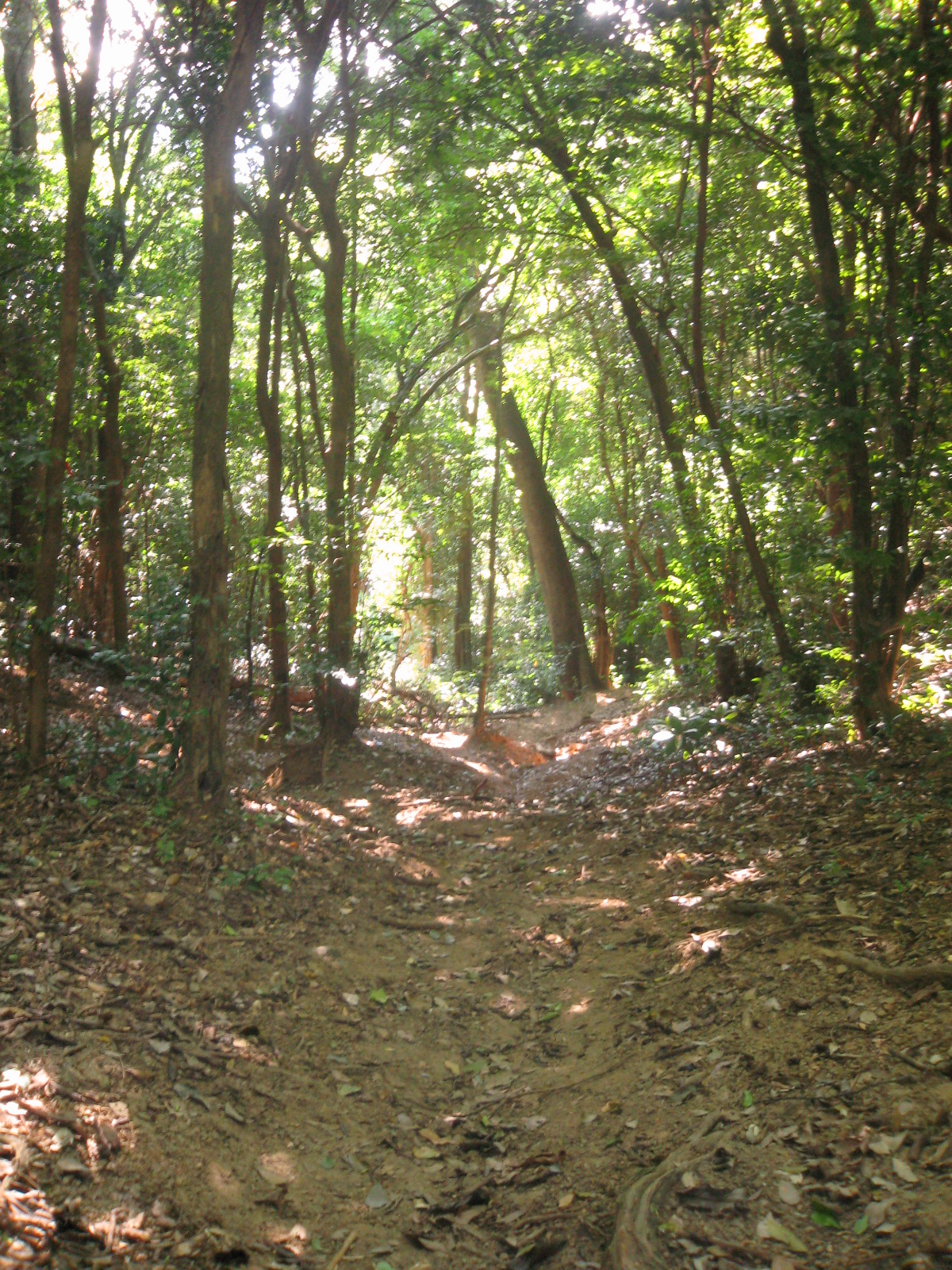
Forêt de Kui Buri

Les forêts contiennent des forêts sèches à feuilles persistantes et des forêts humides à feuilles persistantes.
Les arbres importants sont  Dipterocarpus tuberculatus et Dipterocarpus dyeri, Hopea odorata et Hopea ferrea , Parashorea stellata ... ; Parkia timoriana ; Jamelonier ;  Pterocarpus macrocarpus ; Terminalia chebula (ou myrobolan noir) ; Canarium denticulatum ; Schima wallichii etc.
On peut voir des arbustes Archidendron pauciflorum, Baccaurea, Clerodendrum paniculatum, Lantanier etc.
Il y a des espèces de palmiers Calamus et Caryota.
On trouve des bambous géants Dendrocalamus strictus, des bambous épineux Bambusa bambos, des bambous noirs, des bambous Thyrsostachys siamensis ...
Il y a aussi des fougères, des plantes rampantes sensitives , des herbes du Laos ...
Le parc compte plus de 200 000 arbres à bois de santal. C'est le seul endroit en Thaïlande où le bois de santal peut être récolté pour la crémation des membres de la famille royale. Neuf arbres ont été coupés pour la crémation du roi Bhumibol Adulyadej. Un brahmane royal a passé un mois à sélectionner les arbres répondant aux critères royaux : ils devaient être morts et avoir plus de 100 ans.

## Faune
Le parc national de Kui Buri est réputé pour ses plus de 200-250 éléphants d'Asie et 150-200 gaurs (ou gayals) en liberté,,,.

### Plus de 50 espèces de mammifères
On peut voir à Kui Buri de nombreux mammifères :

#### On trouve des espèces de mammifères en danger ou vulnérables
- des primates :
  - gibbon à mains blanches ;
  - macaque à face rouge, macaque crabier (ou macaque à longue queue) et macaque à queue de cochon du Nord ;
  - semnopithèque obscur et semnopithèque malais ;
  - loris lent ;

- des carnivores :
  - dhole (ou chien sauvage) ;
  - chat-ours (binturong) et civette palmiste à trois bandes ;
  - blaireau à gorge blanche ;
  - tigre d'Indochine, panthère (ou léopard) dont panthère noire, panthère nébuleuse, chat marbré, chat pêcheur (chat viverrin) et chat de Temminck  ;
- des mangeurs de miel et insectivores : 
  - ours noir d'Asie et ours des cocotiers (ours malais)
- des herbivores dont des ongulés :
  - Troupeau d'éléphants d'Asieéléphant d'Asie ;

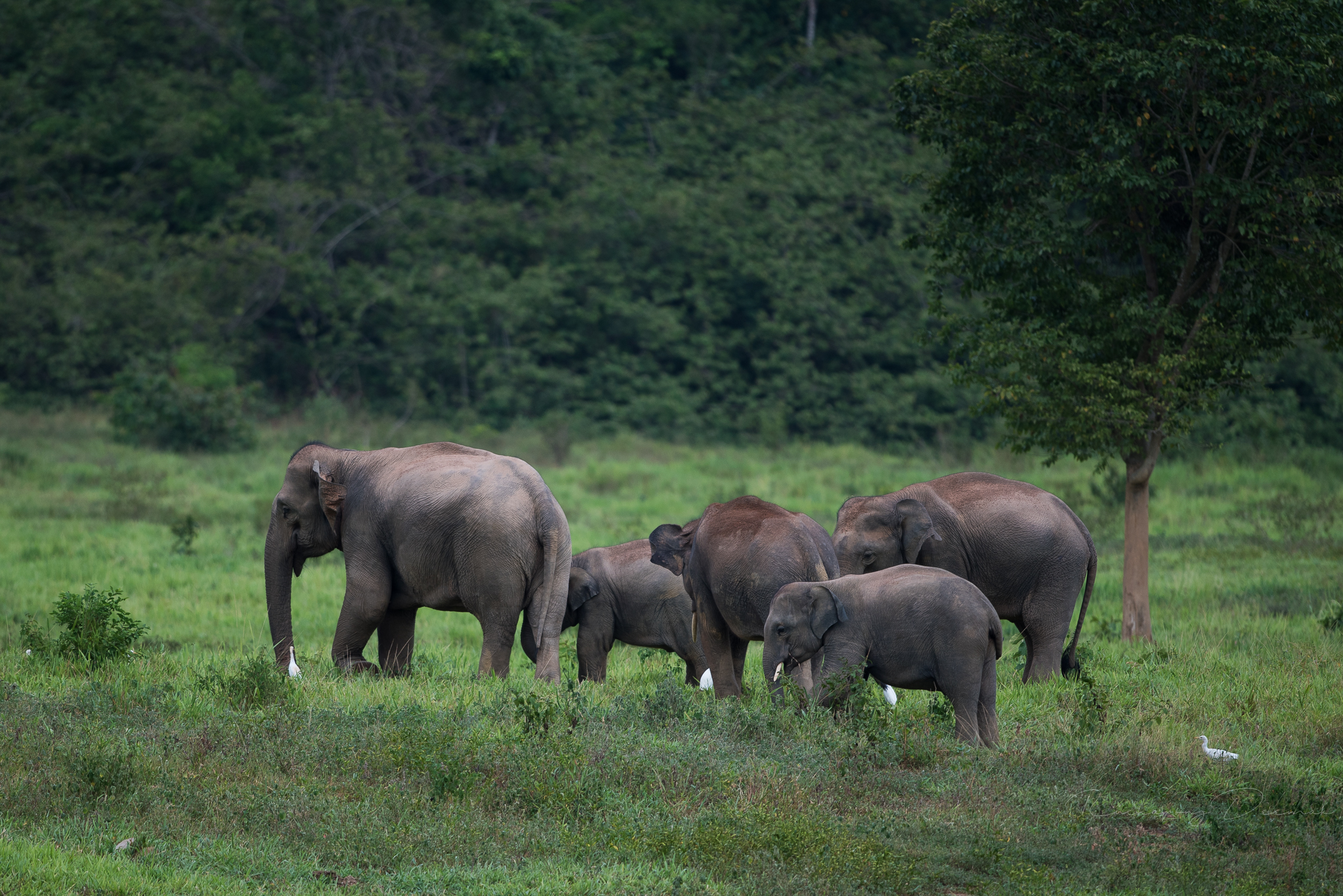
Troupeau d'éléphants d'Asie

  - grand cerf sambar et petit cerf muntjac de Fea (ou cerf muntjac de Tenasserim) ;

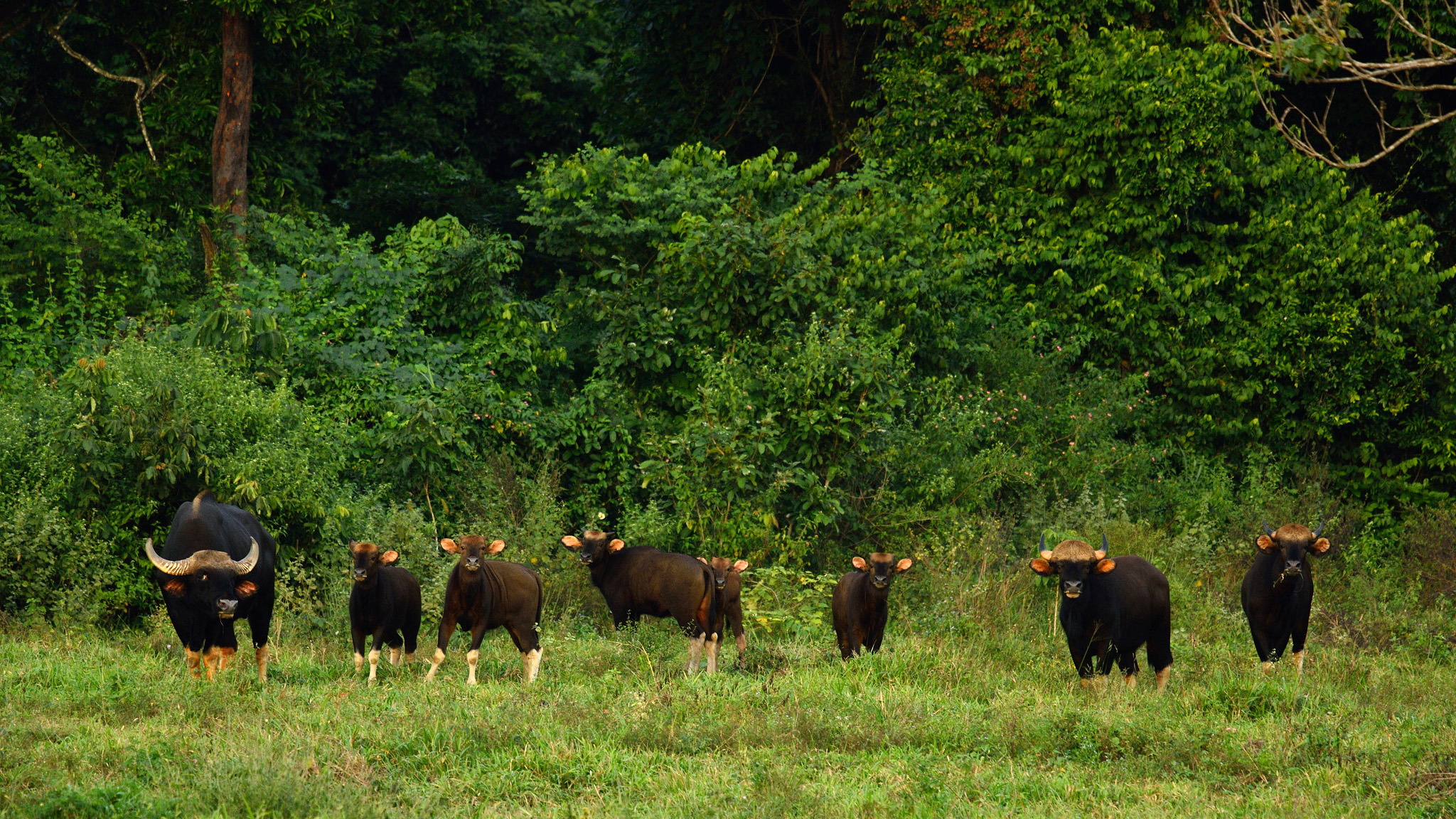
Troupeau de gaurs

  - saro d'Indochine, gaur, et banteng ;
  - tapir de Malaisie ;

#### On trouve aussi des espèces de mammifères courantes
- des carnivores : 
  - chacal doré ;
  - civette masquée, civette palmiste à bandes, civette palmiste hermaphrodite et civette à bande (linsang rayé)  ;
  - mangouste de Java et mangouste mangeuse de crabes ;
  - chat-léopard du Bengale ;
  - martre à gorge jaune ;
- des omnivores :
  - sanglier (cochon sauvage) ;
  - grand gymnure
- des herbivores dont des ongulés :
  - petit-cerf souris (ou petit chevrotain malais) et cerf aboyeur (muntjac indien) ;
  - lièvre du Siam ;
- des insectivores :
  - toupaye de Belanger,
  - pangolin javanais ;
- des rongeurs :
  - écureuil callosciurus caniceps et écureuil de Pallas ;
  - rat noir ;
  - rat géant à longue queue (leopoldamys sabanus) ;
- des porcs-épics :
  - athérure malais et porc-épic de Malaisie
- des chauves-souris insectivores ou frugivores : 
  - petit faux vampire megaderma spasma, rhinolophe (ou chauve-souris fer à cheval) (rhinolophus acuminatus, rhinolophus luctus...)

Etc.

### Autour de 260 espèces d'oiseaux

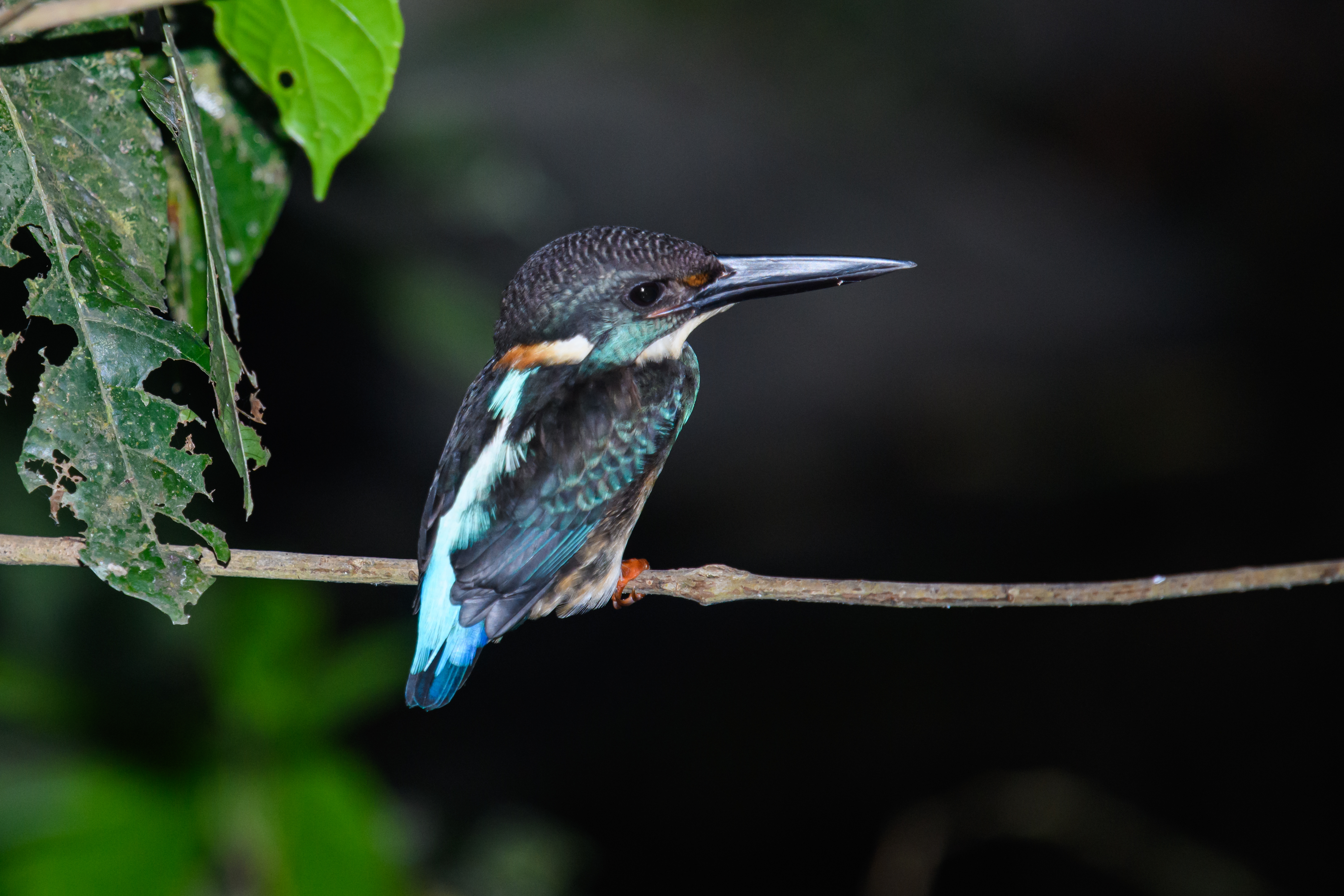
Martin-pêcheur à large bande

- Martin-pêcheur à large bandeCalao bicorne, Calao brun, Calao coiffé, Calao pie ...
- Kétoupa brun, Petit-duc à front blanc ...
- Coq doré (coq sauvage), Éperonnier chinquis, Faisan noble et Rouloul ocellé
- Bec-ouvert indien et Crabier malais et Héron garde-bœufs
- Martin-chasseur trapu, martin-pêcheur à large bande
- Rollier indochinois
- Guêpier à fraise
- Pic porphyroïde
- Perruche à croupion bleu
- Colombar de Seimund, Géopélie zébrée et Tourterelle tigrine
- Coucou à moustaches, Malcoha sombre
- Passereaux Akalat moustachu et Shama à croupion blanc
- etc.

### Près de 60 espèces de reptiles

#### 33 espèces de serpents

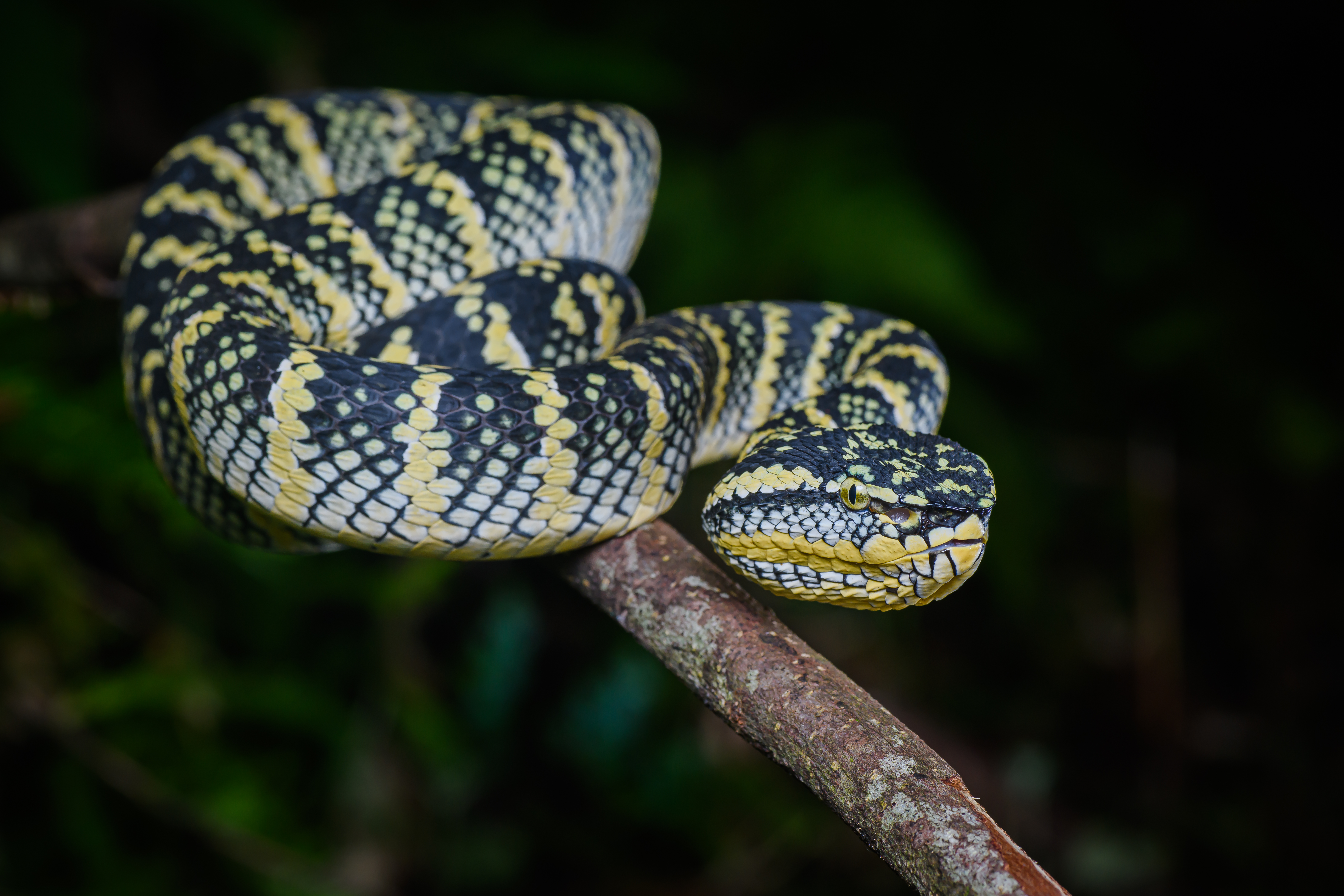
Vipère des temples (ou crotale wagler) femelle

- Trimeresurus kuiburiVipère des temples (ou crotale wagler) femelledes serpents venimeux Bungarus flaviceps, Trimérésure des Pope, Trimeresurus kuiburi, vipère des temples ...

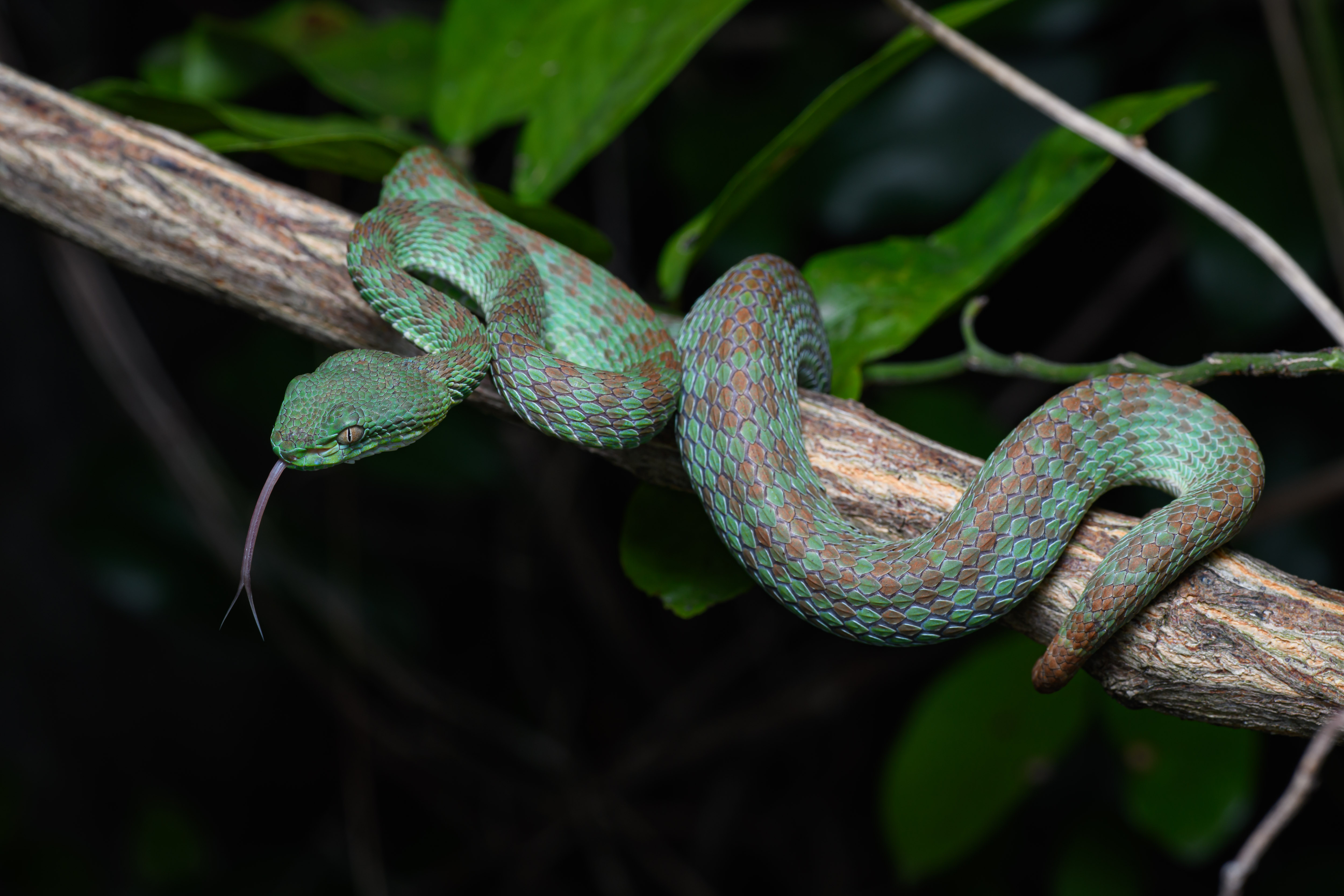
Trimeresurus kuiburi

- des serpents non venimeux  Ahaetulla fasciolata, Boiga cynodon et Boiga drapiezii, Gongylosoma scriptum, Oligodon purpurascens etc.

#### 21 espèces de lézards et autres
- Varan à cou rugueux
- Bronchocela burmana etc.

#### 3 espèces de tortues
Cyclemys oldhamii, Dogania subplana et Tortue à tête jaune Indotestudo elongata

### 26 espèces d'amphibiens
Amolops panhai, Limnonectes doriae, Rhacophorus kio, Leptobrachella fuliginosa, Polypedates leucomystax etc.

### De nombreux poissons d'eau douce
Il y a des belontiidae trigogaster trochpterus ; des poissons-chats bagridae hemibagrus nemuru et leocassis siamensis ; des poissons tête-de-serpent channa guacha et channa striata ; des cyprinidae rasbora aurotaenia etc.

## Galeries

Mammifères
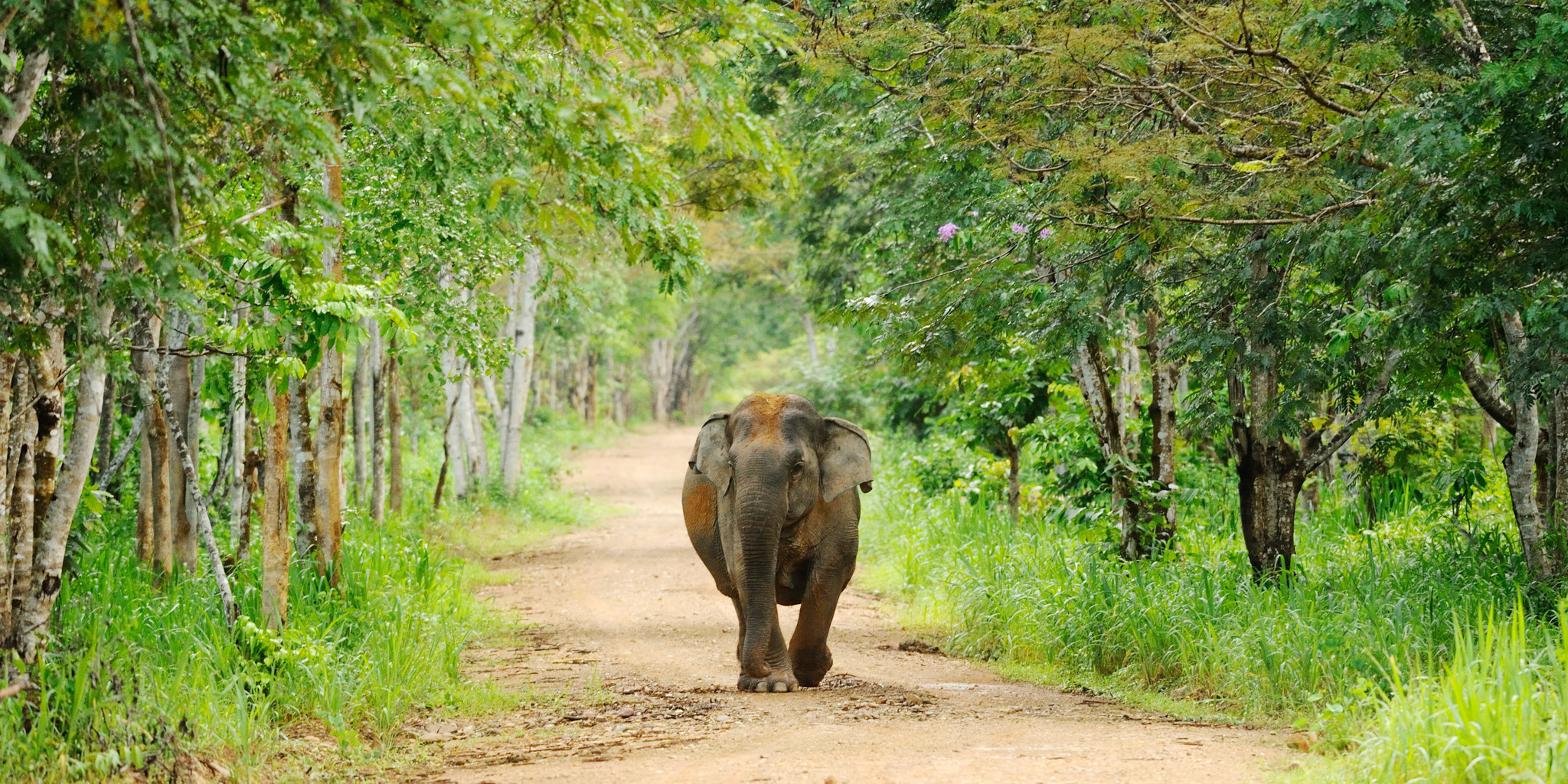
Éléphant d'Asie
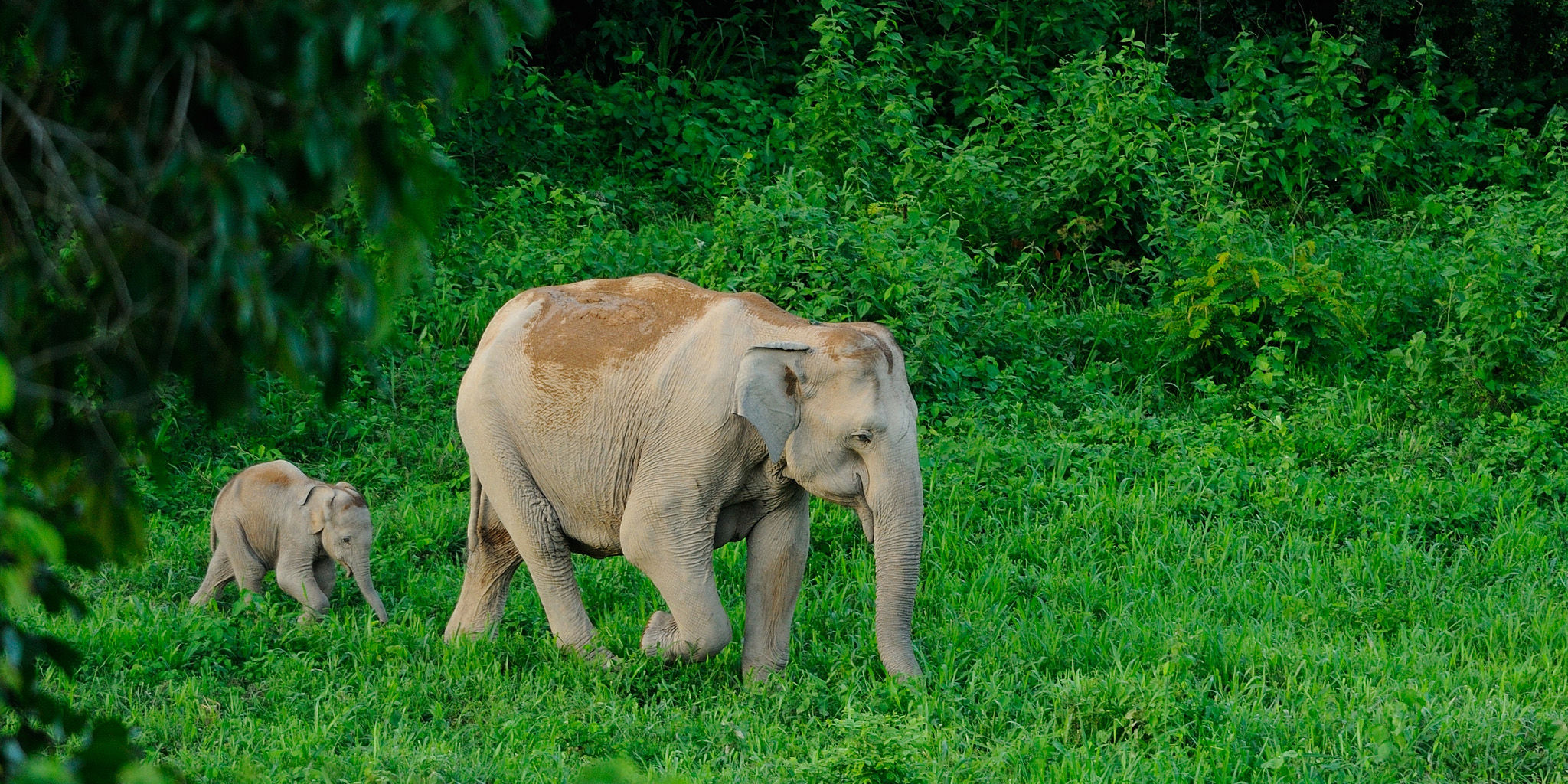
Éléphante et son éléphanteau
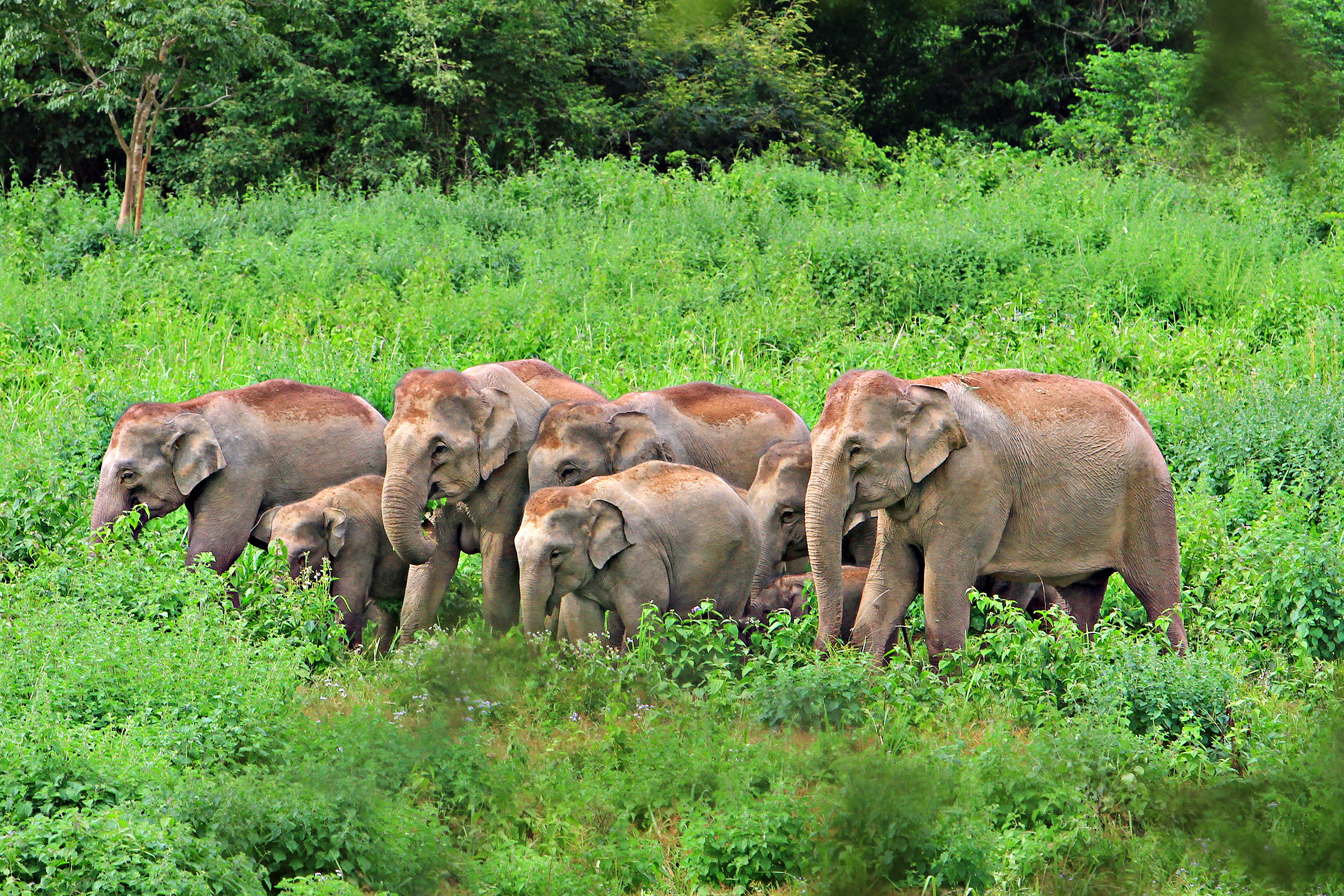
Troupeau d'éléphants
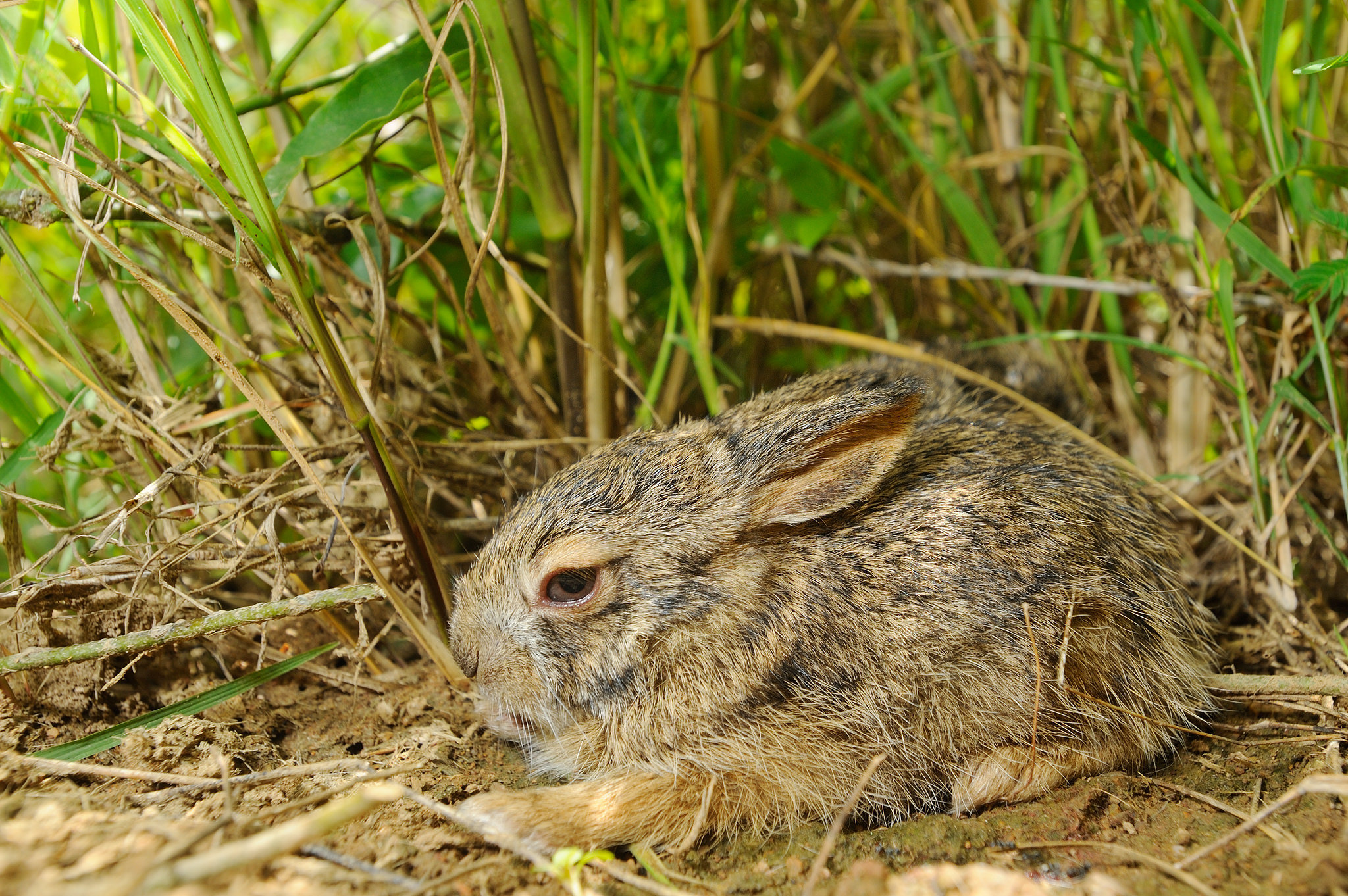
Lièvre du Siam

Amphibiens
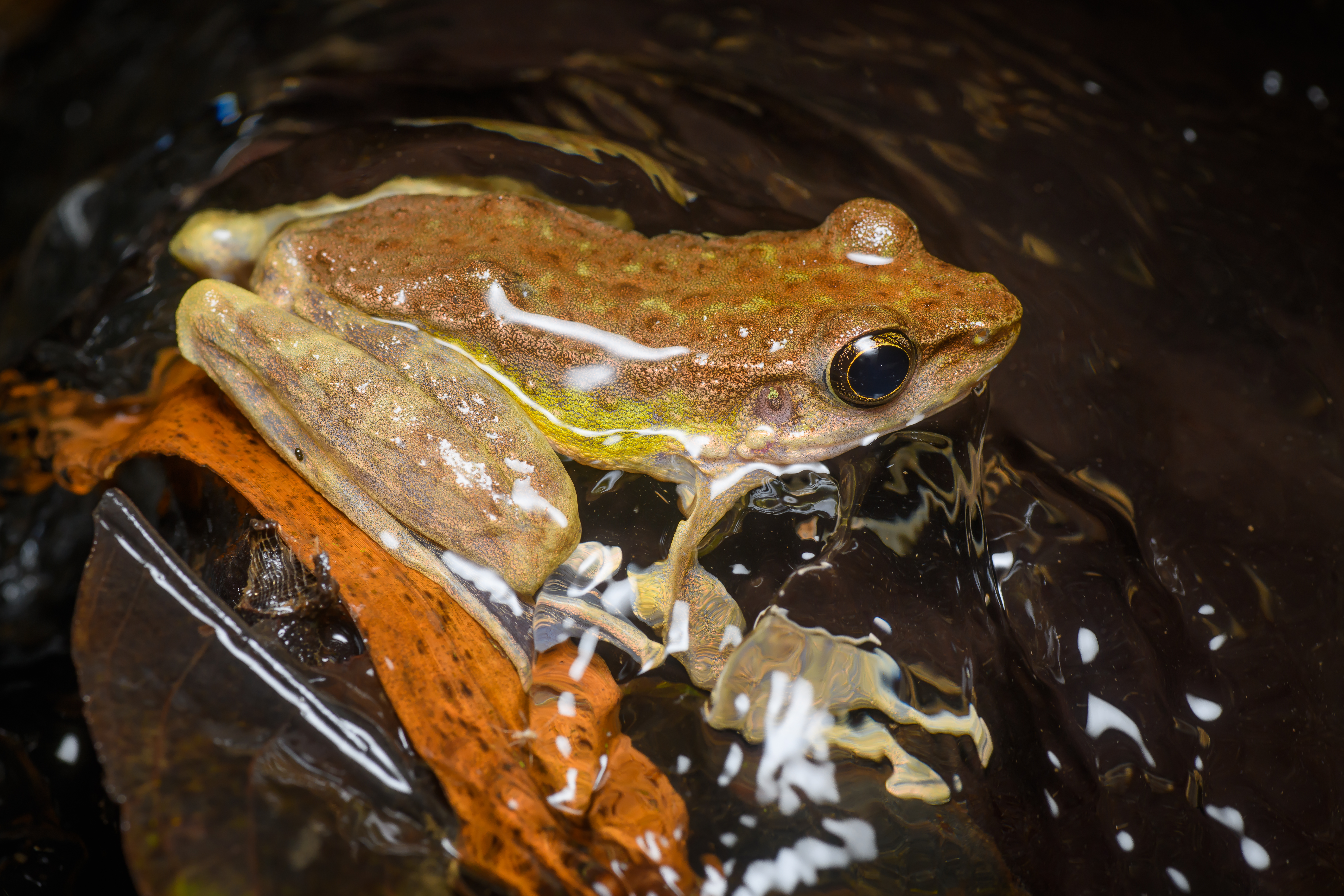
Amolops panhai
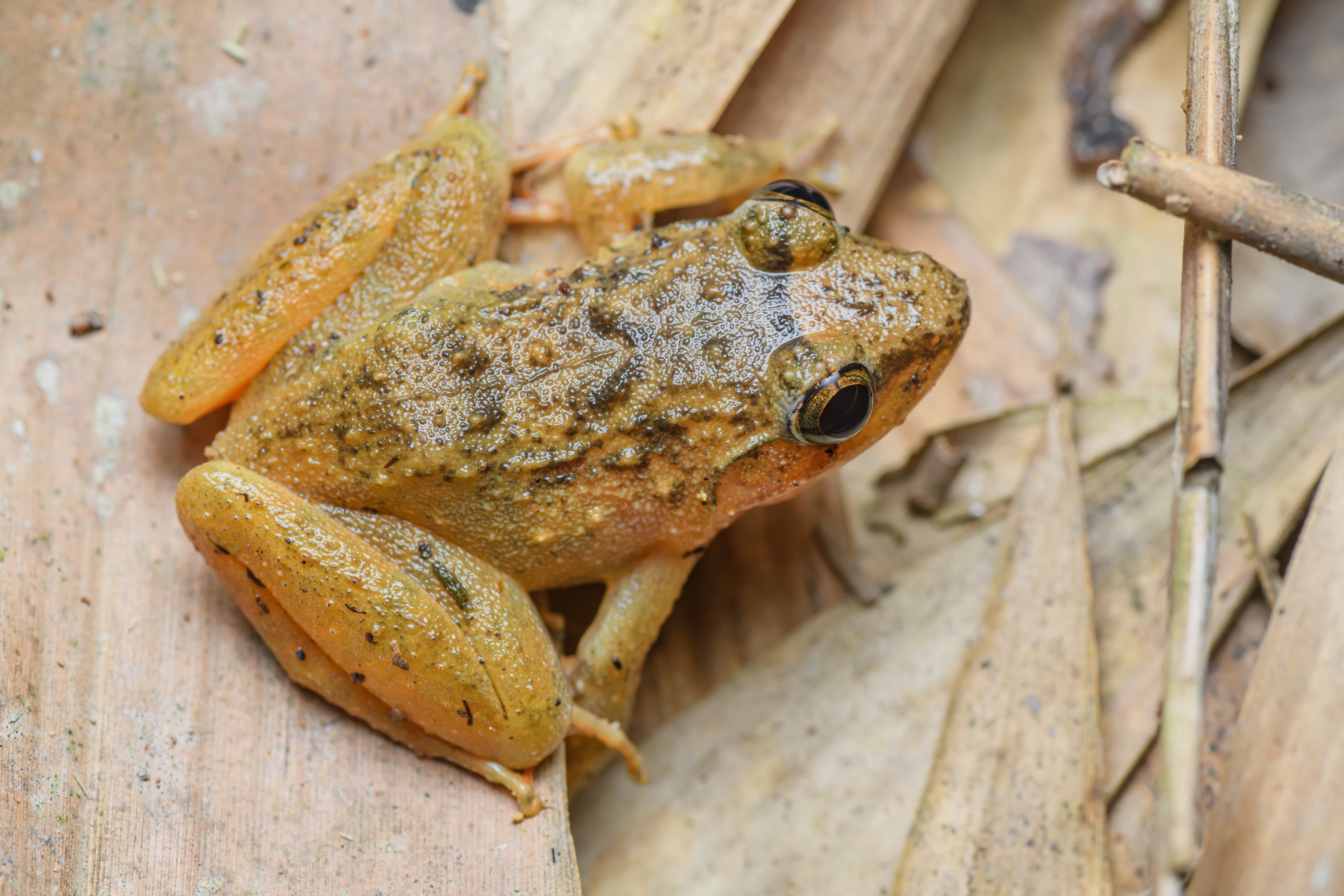
Limnonectes doriae
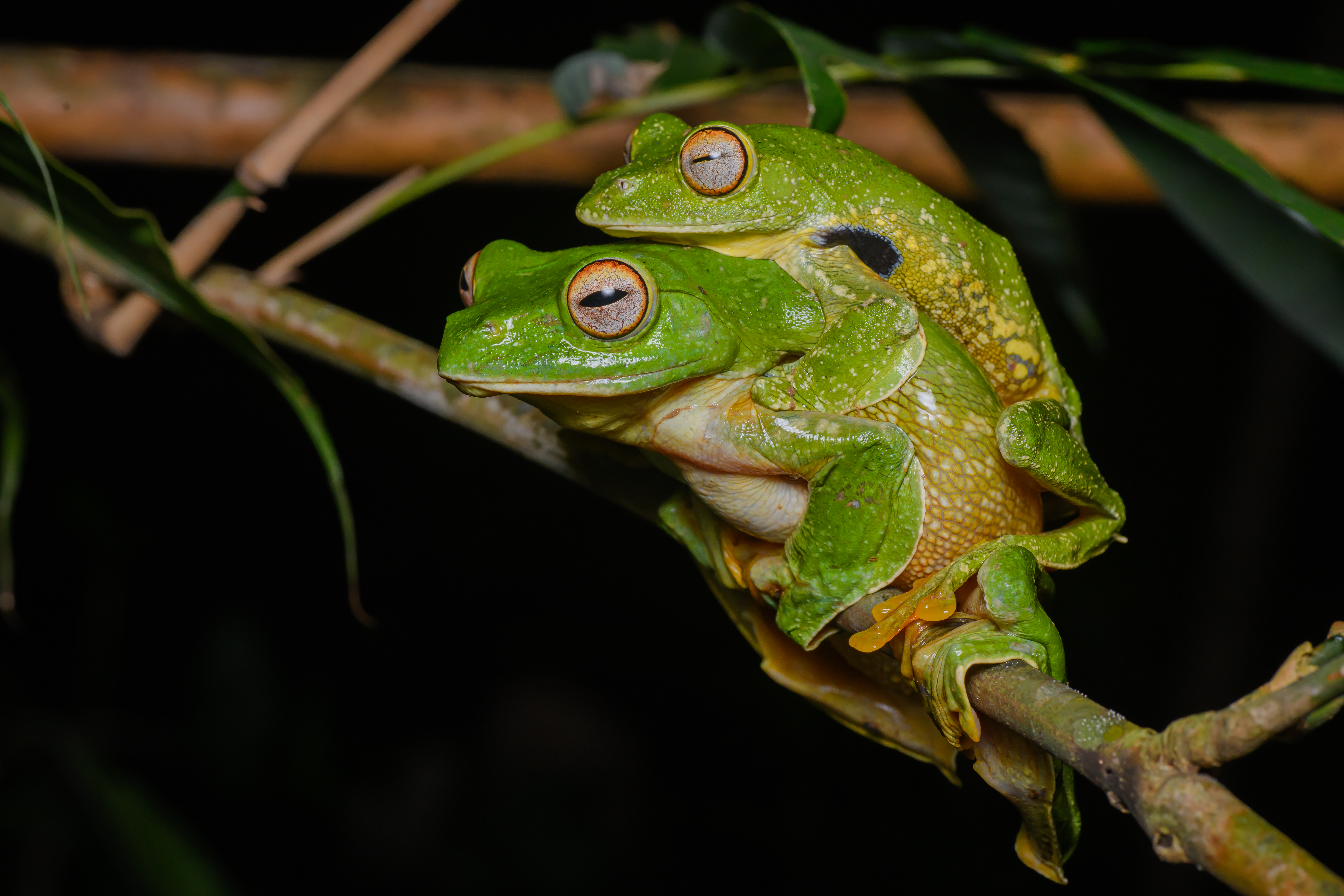
Rhacophorus kio
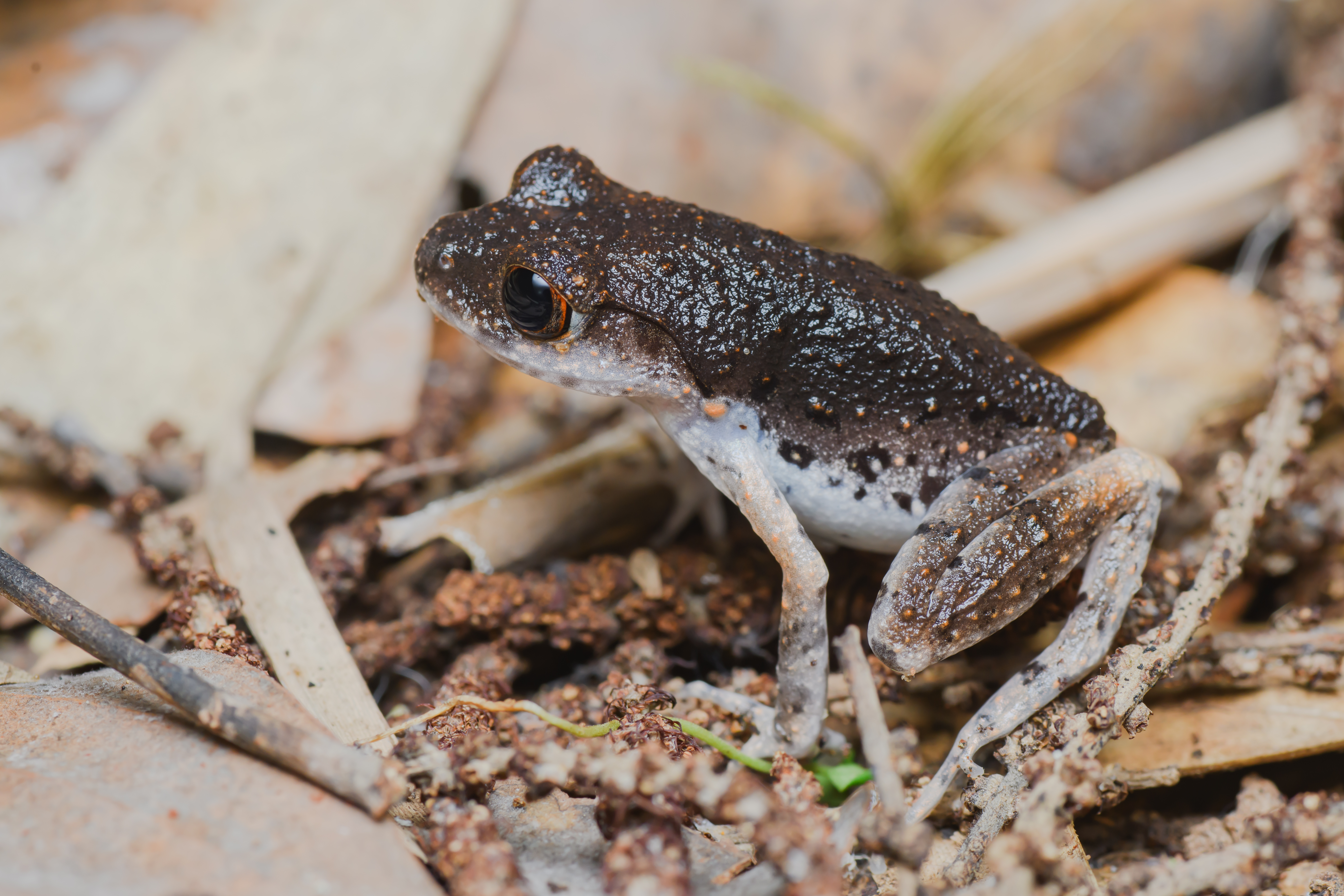
Leptobrachella fuliginosa
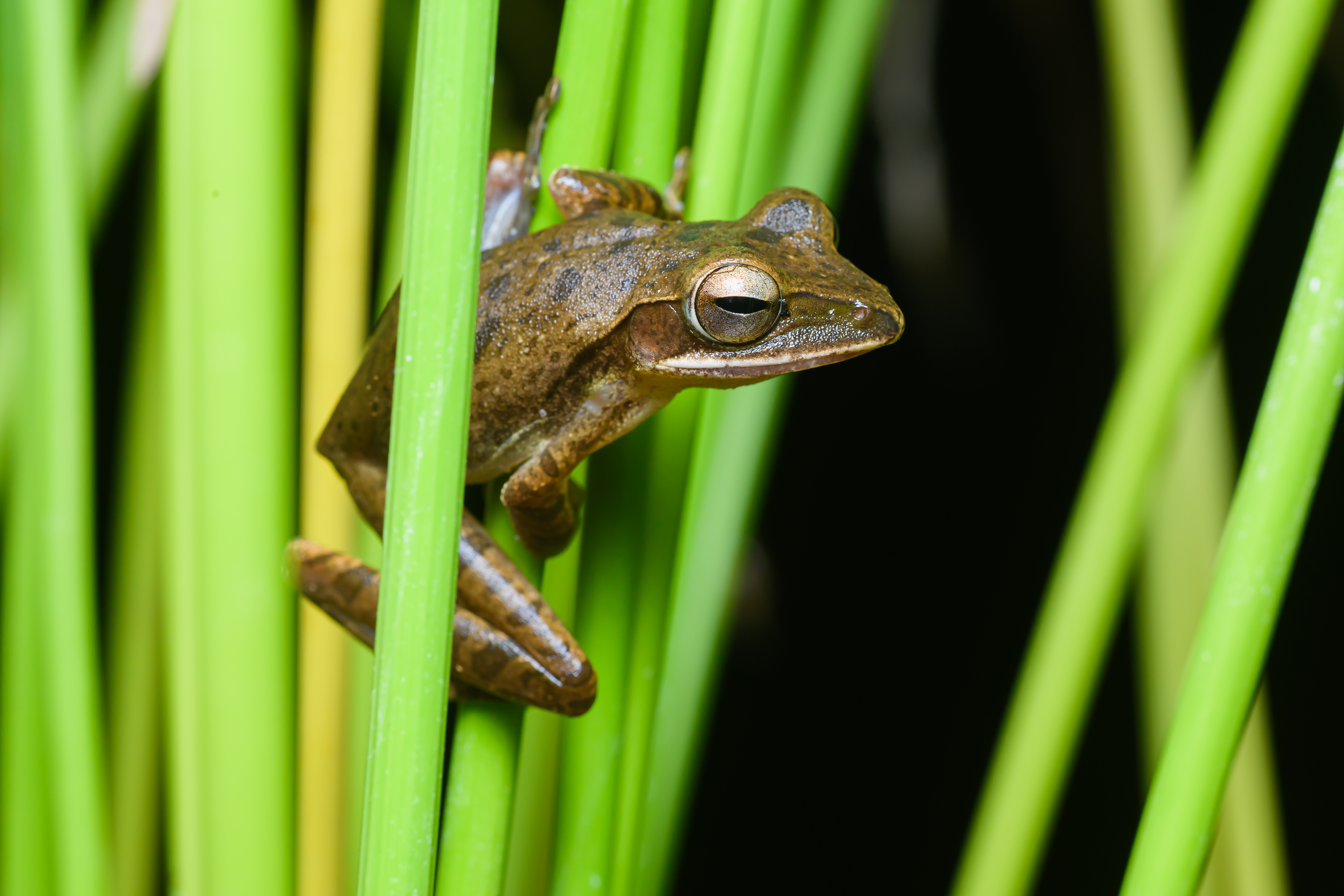
Polypedates leucomystax